# گورستان پوری
قبرستان پوری مربوط به سده‌های متاخر دوران‌های تاریخی پس از اسلام است و در شهرستان سرباز، بخش مرکزی، دهستان پارود، روستای پوری واقع شده و این اثر در تاریخ ۲۷ اسفند ۱۳۸۷ با شمارهٔ ثبت ۲۶۳۶۰ به‌عنوان یکی از آثار ملی ایران به ثبت رسیده است.